# Zentrum für Kunstausstellungen der DDR
Das Zentrum für Kunstausstellungen der DDR existierte von 1964 bis 1973 als Ausstellungsgruppe beim Ministerium für Kultur und von 1973 bis 1990 als Zentrum für Kunstausstellungen der DDR. 

## Geschichte
Das Zentrum für Kunstausstellungen der DDR (ZfK) war eine staatliche wissenschaftliche-künstlerische Einrichtung, die dem Ministerium für Kultur der DDR (MfK) unterstand. Es konzipierte, organisierte und gestaltete eigene Ausstellungen im Auftrag des MfK, des Verbandes Bildender Künstler der DDR und anderer Institutionen nach Plänen, Direktiven oder Verträgen, die vom MfK bestätigt werden mussten. Dies betraf nichtkommerzielle Ausstellungen ausländischer Partner in der DDR und Ausstellungen aus der DDR im Ausland auf der Grundlage von Verträgen. Das ZfK war zuständig für die Organisation des Auswahlverfahrens und der Realisierung der Kunstausstellung der DDR in Dresden. 
Zum ZfK gehörten verschiedene Einrichtungen in Berlin: die Direktion, Kunstsammlung mit Bibliothek, Fotosammlung und Diathek in der Brüderstraße 13, die Abteilung Bildende Kunst (Poststraße, Krausenstraße, Metzer Straße), die Abteilung Theater, Musik und die Plakatsammlung (Linienstraße), die Verwaltung, der Fuhrpark und die Ausstellungstechnik (Revaler Straße), die „Neue Berliner Galerie“ NBG (im Marstall bis 1975, im Alten Museum bis 1990), die „Galerie am Weidendamm“ (Friedrichstraße bis 1990), das Büro der INTERGRAFIK (Linienstraße bis 1990) sowie das Büro zum Investitionsvorhaben „Kunsthalle Deutscher Dom“. Darüber hinaus gab es die „Galerie Rähnitzgasse“ mit dem Büro für die „Kunstausstellung der DDR“ in Dresden sowie das Büro der Quadriennale des Kunsthandwerks in Erfurt. Das ZfK beendete seine Tätigkeit zum 31. Dezember 1990. Aus dem Zentrum bildeten sich 1990 die vom ZfK gegründete und bis 1992 bestehende Gesellschaft für Kunstausstellungen mbH (GFK) und die kurzlebige Internationale Kulturzentrum GmbH (IKZ). Die Abwicklung des ZfK erfolgte durch das Institut für Auslandsbeziehungen (IfA) in Stuttgart, ohne dass dieses Rechtsnachfolger wurde.